# Elecciones generales de San Martín de 1983
Elecciones generales tuvieron lugar en San Martín el 6 de mayo de 1983. Los escaños del Consejo de la Isla aumentaron de cinco a siete. El resultado fue una victoria para el Partido Democrático, el cual obtuvo cinco de los siete escaños en el Consejo de la Isla.

## Resultados
| Partido                                    | Votos | %     | Escaños | +/–   |
| ------------------------------------------ | ----- | ----- | ------- | ----- |
| Partido Democrático                        | 3 342 | 66,85 | 5       | +2    |
| Movimiento Patriótico de Sint Maarten      | 1 443 | 28,87 | 2       | 0     |
| Partido Pro Penshonado                     | 191   | 03,82 | 0       | Nuevo |
| Nuevo Movimiento Electoral de las Antillas | 23    | 00,46 | 0       | Nuevo |
| Votos en blanco/nulos                      |       | –     | –       | –     |
| Total                                      | 4999  | 100   | 7       | +2    |
| Electores registrados/participación        |       |       | –       | –     |
| Fuente: Lynch & Lynch                      |       |       |         |       |